# Festin des dieux

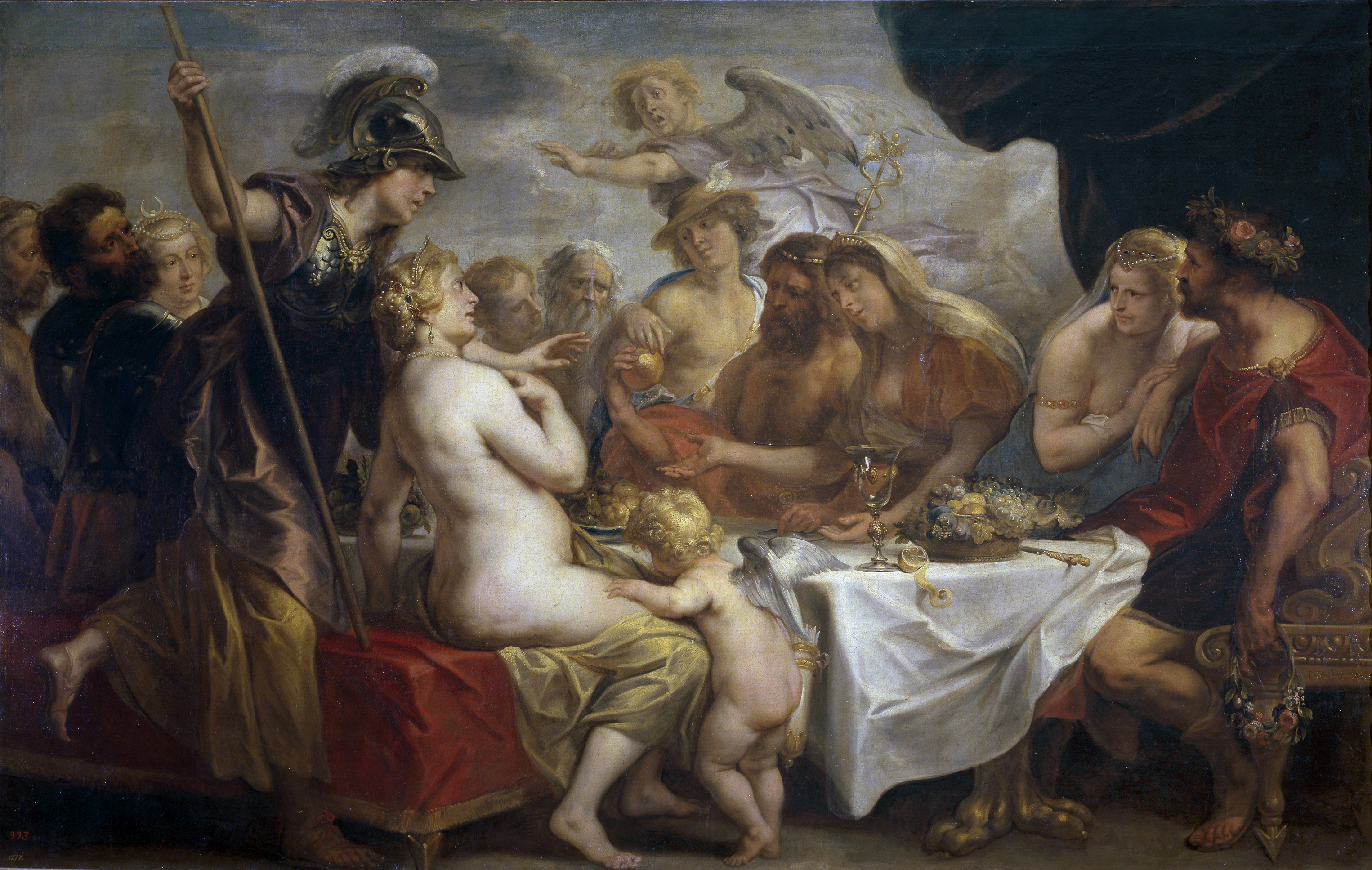
La Pomme d'or de la discorde au mariage de Pélée et Thétis, Jacob Jordaens, 1633,, huile sur toile.

Le Festin des dieux, le Banquet des dieux ou la Fête des Dieux est un sujet artistique représentant un groupe de divinités à table, avec une longue histoire remontant à l'Antiquité. Représentant des divinités gréco-romaines, il a connu un regain de popularité au cours de la Renaissance italienne, puis aux Pays-Bas au XVIe siècle, lorsqu'il était populaire auprès des peintres maniéristes du Nord, au moins en partie comme une occasion de montrer une grande quantité de nudité.
L'événement spécifique dépeint était généralement soit le mariage d'Amour et Psyché, soit celui de Pélée et Thétis, mais d'autres œuvres montrent d'autres occasions, notamment la « fête de Bacchus », ou une fête non déterminée. Alors que le mariage d'Amour et de Psyché n'est que la fin heureuse de l'histoire de Psyché, celui de Pélée et Thétis fait partie du grand récit de la mythologie grecque. La fête est interrompue par Eris, déesse de la discorde, qui jette dans la compagnie la pomme d'or de la discorde inscrite « pour la plus belle », provoquant la dispute qui conduit au Jugement de Pâris, et finalement à la guerre de Troie. Éris est parfois représentée dans les airs avec la pomme, ou la pomme avec les convives, et parfois le festin forme une scène de fond pour une peinture du Jugement, ou vice versa. Ce mariage a également été utilisé comme symbole politique à l'époque du mariage du dirigeant hollandais Guillaume le Taciturne avec Charlotte de Bourbon en 1575.
Généralement, bien que Thétis soit une nymphe des mers, les représentations de son mariage ont le même décor intérieur que les autres scènes. Une représentation de Hans Rottenhammer (1600, Musée de l'Ermitage) probablement du mariage de Neptune et d'Amphitrite se déroule dans un pavillon au bord de la plage, avec la mer pleine d'une foule indisciplinée de créatures mythologiques marines. Le Festin d'Achélôos est dérivé d'Ovide dans ses Métamorphoses, qui décrit comment le dieu du fleuve divertit Thésée dans une grotte humide, en attendant que le débit déchaîné du fleuve se calme : « À ces mots il suit le dieu dans sa grotte. Les murs en sont formés de pierres poreuses et de rocs taillés sans art ; la terre y est couverte d’un frais tapis de mousse, et la voûte parsemée de coquillages diversement colorés. » Le sujet a été peint plusieurs fois, Rubens produisant une première version avec Jan Brueghel l'Ancien, et un tableau ultérieur attribué à son « école », et Hendrick van Balen collaborant avec Jan Brueghel le Jeune. Tous montrent des groupes beaucoup plus petits et se comportant avec plus de décorum que les scènes de mariages.

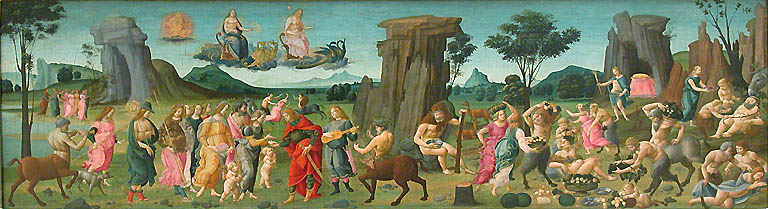
Panneau de cassone de Bartolomeo di Giovanni, années 1490, avec l'histoire de Priape et Lotis dans le coin inférieur droit.

## Renaissance italienne

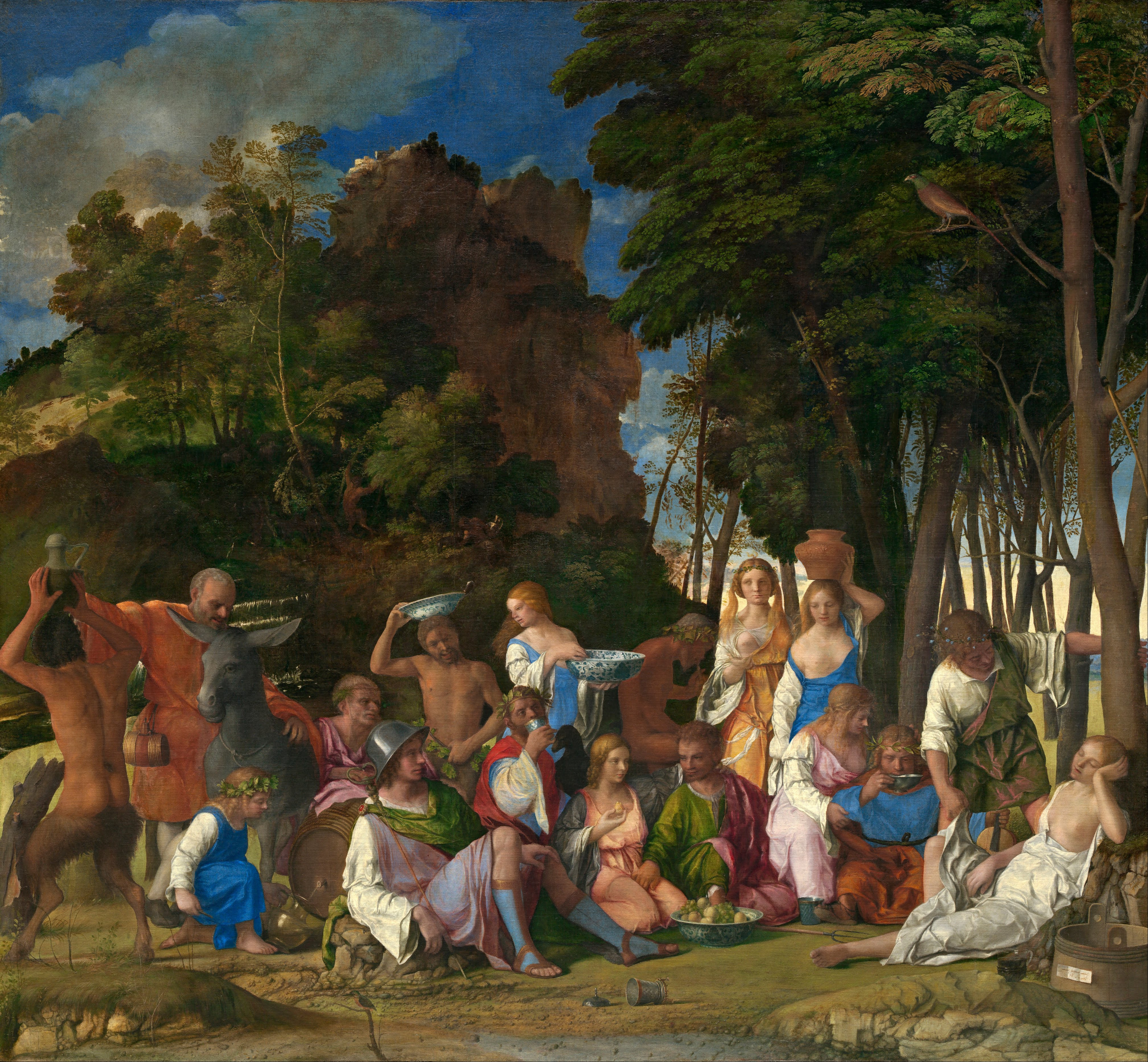
Le Festin des dieux, Giovanni Bellini et Titien (1514-1529), également avec Priape et Lotis, également en bas à droite.

L'une des premières représentations est un panneau de cassone de Bartolomeo di Giovanni datant des années 1490 et conservé au Louvre ; il est associé à un panneau de la Procession de Thétis, une autre représentation, courant d'un mariage ; les artistes ne sachant quelle forme aurait pu prendre une véritable cérémonie de mariage olympien. Une représentation plus sophistiquée, mais similaire, d'un pique-nique rustique mangé sur le sol est Le Festin des dieux de Giovanni Bellini (1514), modifié plus tard par Titien (jusqu'en 1529), un tableau grand et important ; tous deux montrent l'histoire de Priape et de Lotis.
Deux fresques majeures de la fin de la Haute Renaissance représentent le banquet de noces d'Amour et de Psyché : le panneau central de Raphaël dans la « Loggia de Psyché » de la Villa Farnesina à Rome, et le panneau mural de Giulio Romano dans le Palais Te à Mantoue. Tous deux sont devenus très connus grâce à des versions imprimées, adaptant souvent librement les compositions, et ont inspiré un large éventail de versions dans les dessins et les médias des arts décoratifs tels que la majolique, l'émail peint de Limoges et la pastiglia. La version de Giulio semble montrer les préparatifs plutôt que la fête elle-même, et seuls quelques-uns des dieux invités sont jusqu'à présent arrivés. Mais il est très atmosphérique et la dispersion des personnages dans un grand décor est reproduite dans de nombreuses représentations ultérieures. Les deux fresques montrent une bonne proportion de participants nus, ou presque, reflétant la pratique des décennies précédentes en matière de peintures mythologiques. La Fête champêtre de Titien (ou Giorgione) peut représenter un sujet mythologique, sinon une fête du moins un pique-nique des dieux.
Vers le milieu du siècle, Taddeo Zuccari a réalisé une fresque des Noces de Bacchus et Ariane dans la Villa Giulia, à Rome, et Le Primatice a peint celui de Pélée et Thétis dans une série mythologique dans la salle de bal du Palais de Fontainebleau. Frans Floris a peint à l'huile un Banquet des dieux (vers 1550, Anvers), de près de deux mètres de large, ainsi qu'un Banquet des dieux marins (1561, Stockholm).

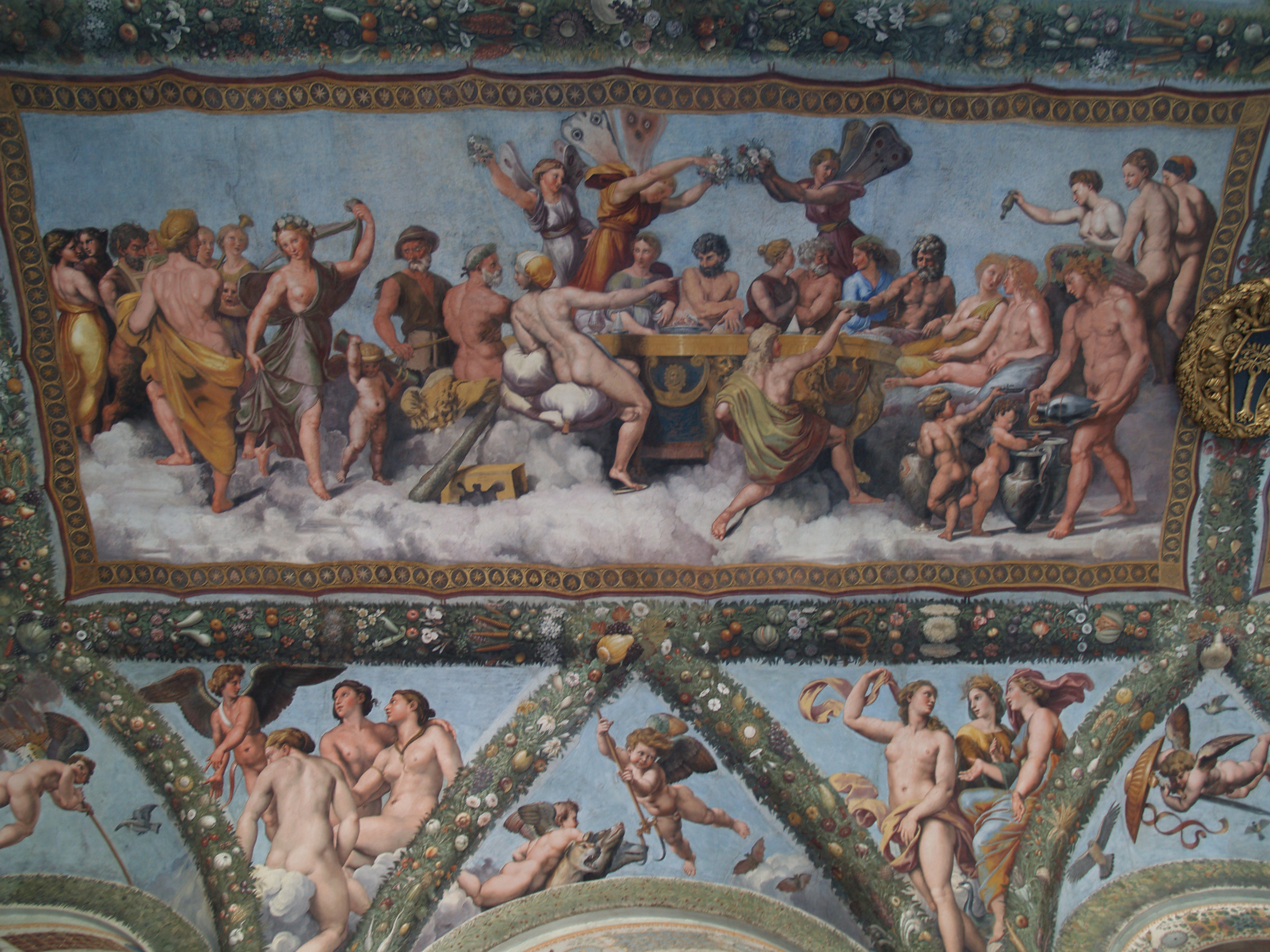
Le panneau de Raphael dans la Loggia de Psyché de la Villa Farnesina dépeignant Amour et Psyché.
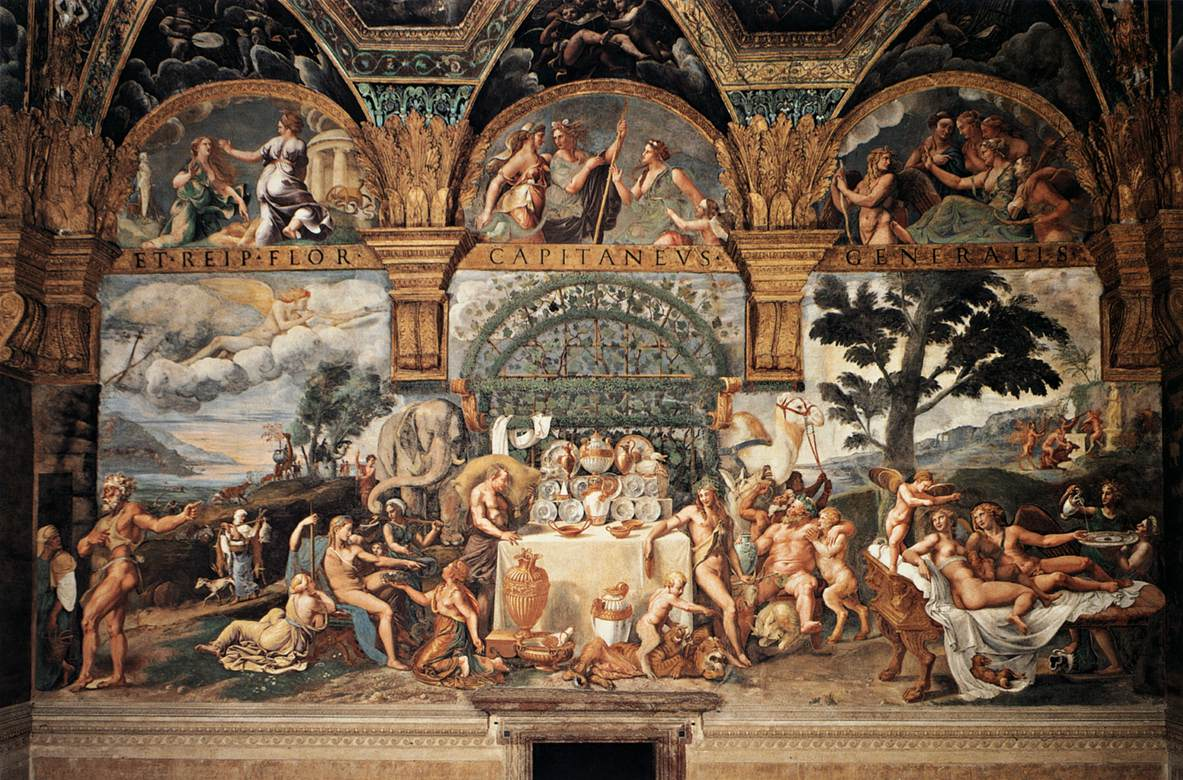
Giulio Romano, Palais Te, Mantoue, Amour et Psyché.
Frans Floris, c. 1550, Banquet des dieux.

## Maniérisme du Nord

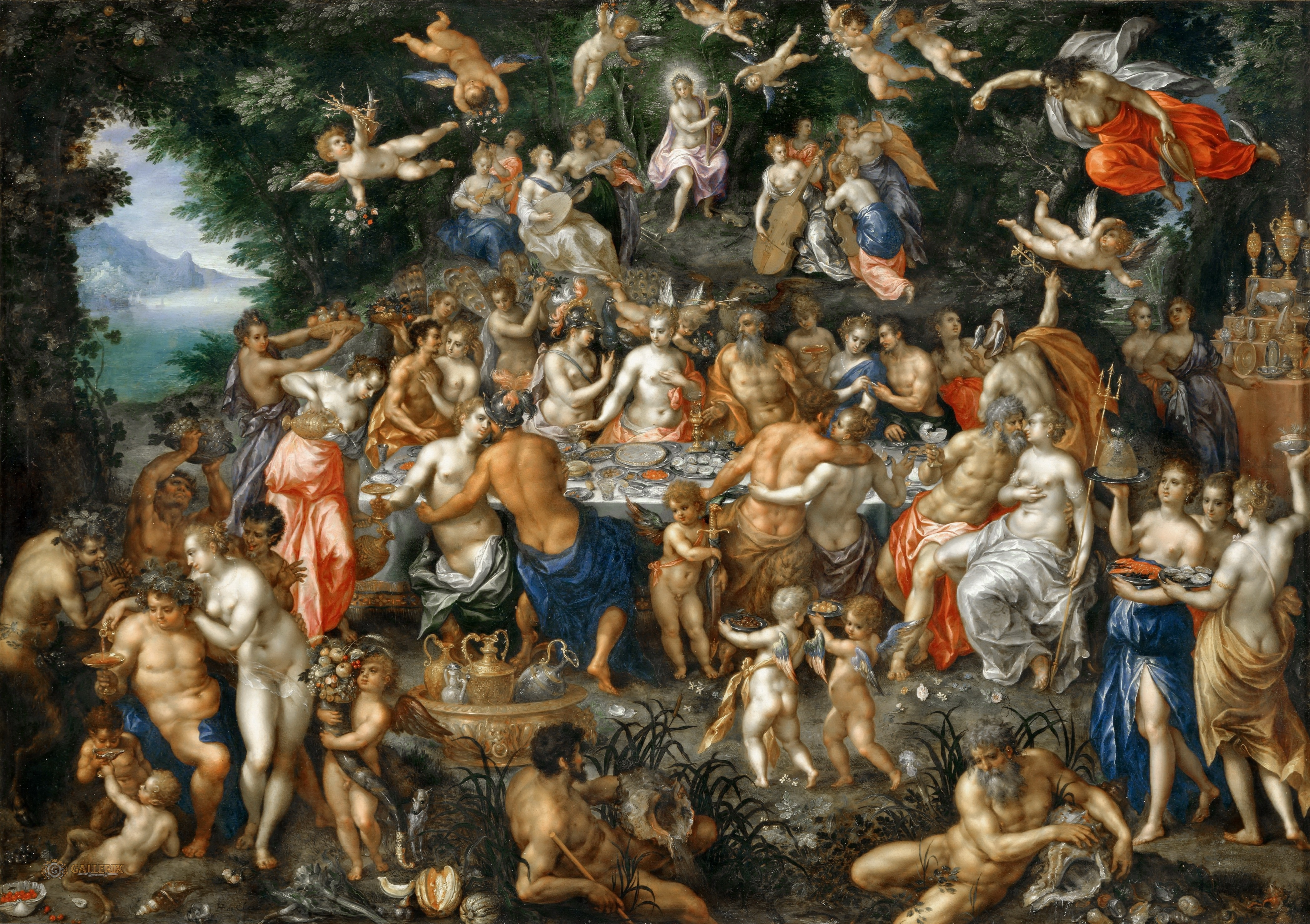
Hendrik de Clerck, 1606-1609, sur cuivre,, Thétis et Pélée, avec Éris en vol en haut à droite.

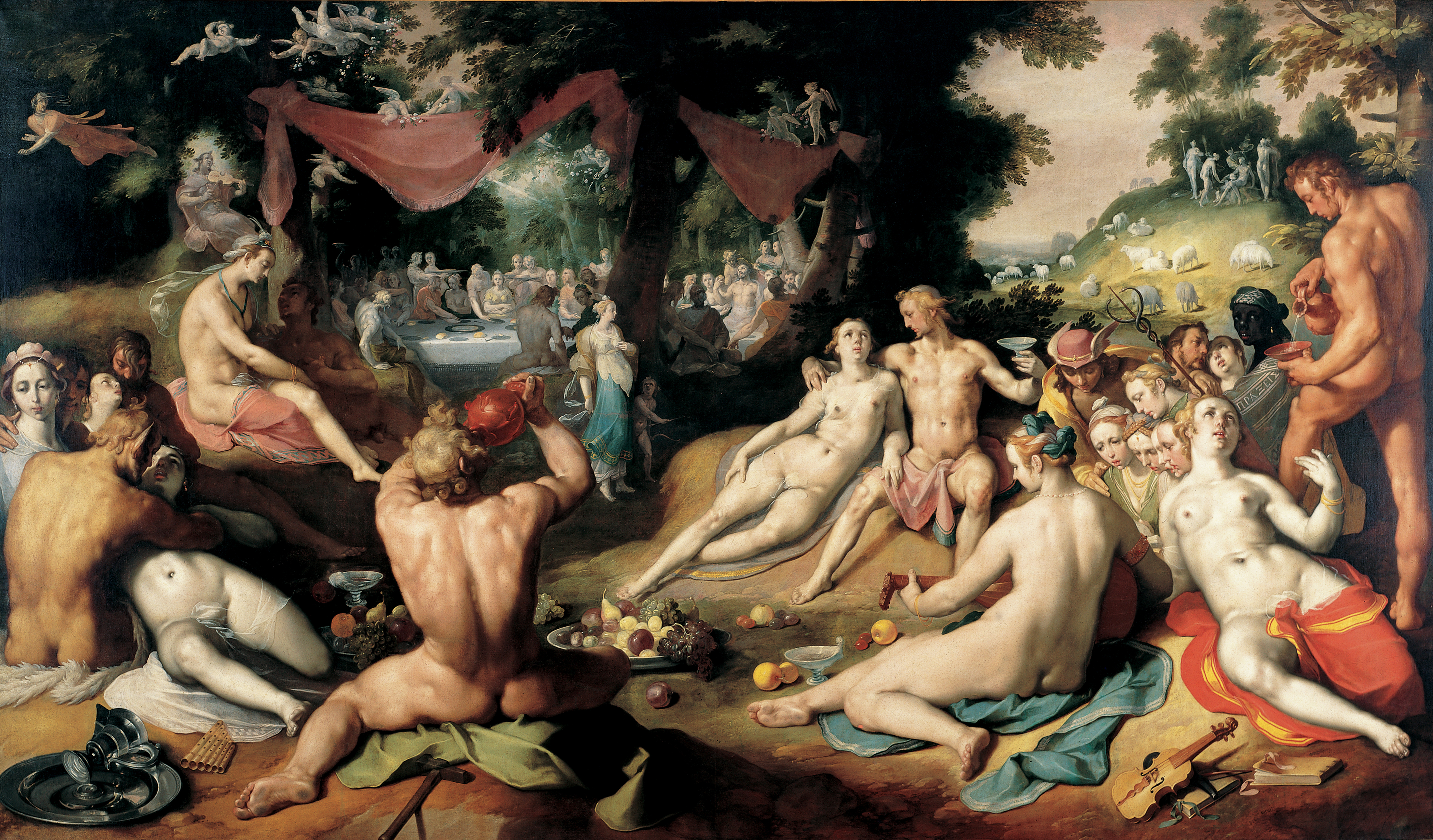
Cornelis Cornelisz. van Haarlem, sur toile, 1593,, Pélée et Thétis, avec le Jugement de Pâris sur la colline en arrière-plan, et Mercure et les déesses inspectant la pomme d'or à droite.

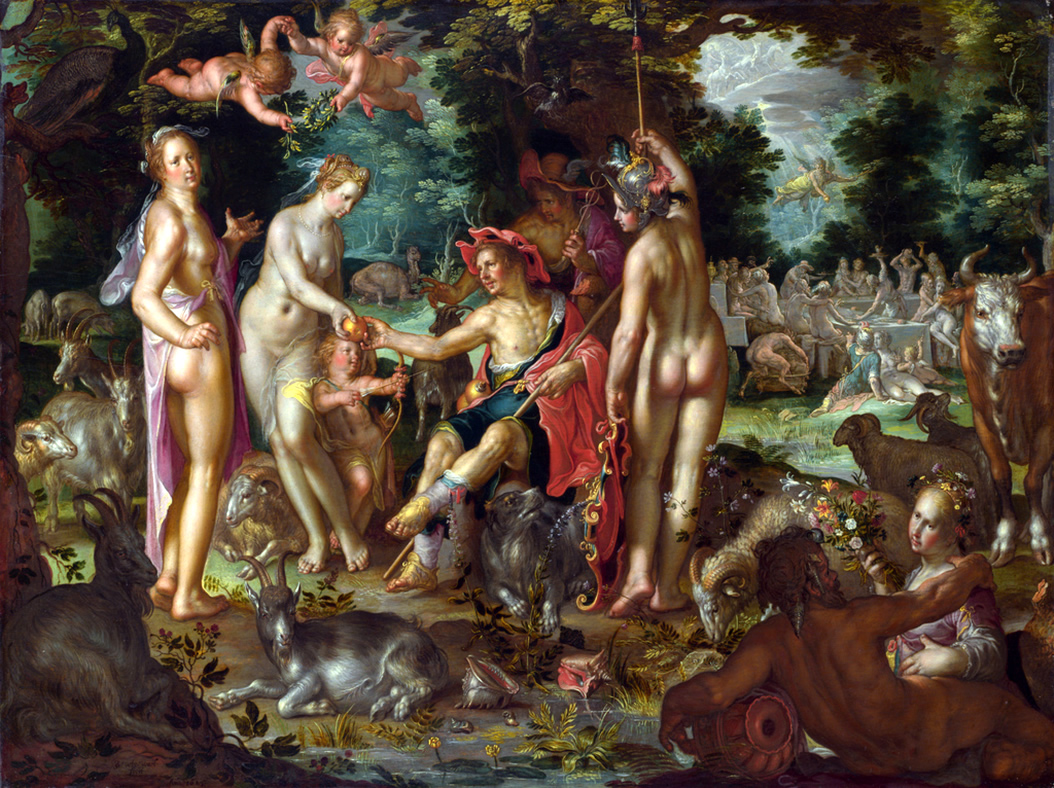
Le Jugement de Pâris de Joachim Wtewael (1615), bois, ., avec le mariage en arrière-plan, y compris Eris au-dessus avec la pomme d'or.

Le regain d'intérêt pour le sujet quelques décennies plus tard dans le maniérisme nordique semble provenir d'une grande gravure de 1587 réalisée par Hendrik Goltzius à Haarlem d'un dessin de Bartholomeus Spranger (aujourd'hui au Rijksmuseum) que Karel van Mander avait rapporté de Prague, où Spranger était peintre de cour de Rodolphe II. Le Festin des dieux lors du mariage de Cupidon et Psyché était si grande, mesurant 43 × 85,4 cm, qu'il a été imprimé à partir de trois planches différentes. Plus de 80 personnages sont présentés, placés dans les nuages au-dessus d'un paysage-monde que l'on peut apercevoir en dessous. La composition emprunte aux versions de Raphaël et de Giulio Romano.
Au cours des trente années suivantes, un certain nombre d'artistes néerlandais ont peint le sujet, généralement dans de petites peintures de cabinet, souvent sur cuivre, même si certaines étaient énormes comme Les Noces de Pélée et Thétis de Cornelis Cornelisz van Haarlem avec plus de quatre mètres de large, et  La pomme d'or de la discorde de Jacob Jordaens (1633, d'après une esquisse à l'huile de Rubens) est également une œuvre monumentale. Parmi les peintres qui ont traité le thème plusieurs fois figurent notamment Hendrick van Balen, connu avant tout pour ces sujets, mais aussi Joachim Wtewael, Cornelis van Haarlem, Cornelis van Poelenburch et Abraham Bloemaert.
Au cours de la même période, ces mêmes peintres, suivis plus tard par Rubens, ont réalisé de nombreuses représentations de Sine Cerere et Baccho friget Venus (« Sans Cérès ni Bacchus, Vénus se fige », ce qui signifie que l'amour a besoin de nourriture et de vin pour prospérer), un proverbe dérivé des  livres d'emblèmes, qui montraient uniquement Cérès, Bacchus, Vénus et Cupidon pique-niquer par terre dans la plupart des premières versions, ou assis à une table dans certaines versions ultérieures. Il a été suggéré que la concentration d'images des maniéristes de Haarlem reflète le patronage des puissants brasseurs de Haarlem.

## Contexte
Les mariages d'Amour et de Psyché ainsi que ceux de Pélée et Thétis étaient des sujets courants dans l'Antiquité, remontant à la peinture grecque sur vase à figures noires. Ce dernier a peut-être été montré dans le vase Portland en verre camée romain. Cependant, ces représentations montrent rarement le festin de mariage, lui préférant la cérémonie ou les processions.
Les peintures antérieures doivent peut-être quelque chose à des divertissements alla antica comme ceux de la Compagnia della Cassuola (Compagnie de la Pelle) mentionnée par Vasari, où une confrérie sociale à Florence comprenant des artistes tels que Giovanni Francesco Rustici et Andrea del Sarto organisait des dîners élaborés, qui pourraient inclure le fait pour les participants de s'habiller comme des dieux classiques et de reconstituer des épisodes de la mythologie. Les fresques de Raphaël et Giulio décoraient des espaces utilisés pour des réceptions somptueuses qui pourraient supporter la comparaison avec l'hospitalité olympienne ; Au siècle précédent, Marsile Ficin avait écrit une lettre de remerciement à Laurent de Médicis qui faisait précisément cette comparaison.
Les peintures ultérieures peuvent également être considérées dans le contexte de l'intérêt plus large pour les « scènes de société ª» des événements sociaux dans l'art néerlandais du début du XVIIe siècle, exprimé dans le nouveau genre de la « joyeuse compagnie » et de ses variations « galantes » et « élégantes », ainsi que la continuation des scènes de la vie paysanne de Pieter Bruegel l'Ancien par son fils Jan et d'autres. Les festins faisaient partie de la classe des peintures mythologiques à petite échelle, dans lesquelles l'intérêt des personnages est très souvent partagé avec des éléments de paysage ou de nature morte. Ces deux éléments figurent dans de nombreux festins, mais l'accent est mis sur une gamme généreuse de figures nues, affichant une variété de poses compliquées qui témoignent de la virtuosité de l'artiste.
De petits groupes de fêtards non divins dans des paysages arcadiens similaires sont appelés bacchanales et sont encore plus courants dans l'art. D'autres sujets populaires à la même époque montraient le divertissement des dieux classiques par les humains, dans l'histoire de Baucis et Philémon et d'autres contes. Le Triomphe de Bacchus (Los borrachos, 1628) de Diego Vélasquez, conservé au Musée du Prado, est un exemple célèbre du thème de Bacchus buvant avec des humains.

## Œuvres ultérieures
Le Nouveau Palais de Potsdam à Berlin possède une peinture au plafond du Marmorsaal (Salle de marbre) représentant le Festin des Dieux sur l'Olympe (1769) du peintre néoclassique Amédée van Loo. Le nationalisme romantique a étendu la gamme des dieux pouvant être représentés aux dieux nordiques. En 1863, le groupe d'artistes progressistes des Ambulants fut fondé après que plusieurs d'entre eux quittèrent l'Académie impériale des arts de Saint-Pétersbourg avec dégoût après que le sujet fixé pour le concours annuel de la médaille d'or (l'équivalent russe du Prix de Rome) était « Un banquet au Valhalla, qu'ils considéraient à la fois comme anti-russe et sans pertinence sociale. La peinture ultérieure, en particulier en Angleterre, représentait parfois des scènes de fées d'un type quelque peu similaire, comme La Querelle d'Oberon et Titania (1849) et sa Réconciliation correspondante, de Sir Joseph Noel Paton.